# Sant Sadurní de Gavarra
Sant Sadurní de Gavarra és una església romànica de Coll de Nargó (Alt Urgell) protegida com a Bé Cultural d'Interès Local.

## Descripció
L'església de Sant Sadurní, conjuntament amb el castell, destaquen en el conjunt de cases que formen el nucli de Gavarra. La primitiva església d'una nau i capçalera semicircular ha estat sensiblement modificada. Entre els segles XVII i XVIII, moment que la nau va ser allargada fent desaparèixer l'absis. Està coberta amb volta de canó apuntada reforçada amb arcs doblers. L'element més destacat és sens dubte el campanar de planta circular encastat al mur septentrional. Presenta dues finestres geminades, l'una amb capitell mensuliformes i l'altra cegada. Tenia un segon pis, desaparegut el 1922, que fou agençat per un campanar d'espadanya de dues obertures. Conserva a l'interior l'únic retaule barroc del segle xviii en el seu lloc original de la comarca.

## Història
La notícia més antiga coneguda que fa referència al lloc de Gavarra és de l'any 1046, fa referència a la venda d'un alou "in castro Gavarra". Posteriorment, els anys 1048, 1054, 1064 i 1088 es documenten vendes, permutes o donacions relatives a terres situades al terme de Gavarra i el seu castell. Entre els segles XVII i XVIII, època en què s'engrandí el temple modificant la capçalera, no se'n tenen notícies. L'espadanya que corona el campanar sembla que fou construïda el 1922, en desaparèixer el darrer pis de la torre.